# I'll Be Your Mirror
«I'll Be Your Mirror» es una canción de Velvet Underground y Nico. Apareció en su álbum debut de 1967 The Velvet Underground & Nico. También había aparecido como sencillo un año antes junto con «All Tomorrow's Parties» en 1966, ambas con la voz solista de Nico.
Lou Reed escribió la canción para Nico, cantante principal de la misma. Según el biógrafo Victor Bockris, la inspiración para la canción surgió después de que Nico se acercara a Reed tras un espectáculo en 1965 y le dijera: «Lou, seré tu espejo». La canción era una de las favoritas del ingeniero de Reed y The Velvet Underground & Nico, Norman Dolph.
Mark Deming, en su reseña del disco en AllMusic, describió «I'll Be Your Mirror» como una «canción de amor discreta».

## Grabación
«I'll Be Your Mirror» fue el tema más difícil de grabar para Nico, ya que la banda quería que la cantara con voz suave y delicada, pero ella lo hacía con voces fuertes y agresivas, toma tras toma. Sterling Morrison describió la terrible experiencia en una entrevista:

Siguió cantando "I'll Be Your Mirror" con su voz estridente. Insatisfechos, seguimos obligándola a hacerlo una y otra vez hasta que se derrumbó y rompió a llorar. En ese momento dijimos: «Oh, inténtalo una vez más y luego a la mierda. Si no funciona esta vez, no vamos a hacer la canción». Nico se sentó y lo hizo en el modo exacto.

Los miembros de la banda disfrutaron tanto de su particular interpretación de la canción que, tras abandonar ella la banda a finales de 1967, las voces en vivo de la canción se hacían imitando el acento de Nico.
El mentor y manager Andy Warhol sugirió que el álbum tuviera un scratch incorporado para que la línea «I'll be your mirror» se repitiera ininterrumpidamente en el tocadiscos hasta que el oyente moviera la aguja, pero esta idea nunca se llevó a la práctica.

## Créditos
- Nico - voz solista
- Lou Reed - guitarra solista
- John Cale - bajo
- Sterling Morrison - guitarra rítmica
- Maureen Tucker - pandereta

## Versiones alternativas

### Estudios Sceptre, abril de 1966
Aparece una mezcla diferente de la canción en el corte de acetato de la sesión de Sceptre Studios, con una pista alternativa de voz principal más agresiva de Nico. También canta «para demostrar que estás en casa» al final del segundo verso en lugar de «para que no tengas miedo». Los coros que cantan «Reflect what you are» también son casi inaudibles en esta versión de la canción, y la guitarra suena más fuerte.

### Versión para el sencillo, julio de 1966.
En julio de 1966 se lanzó una versión en sencillo de 45 rpm de la canción con «All Tomorrow's Parties». El sencillo es idéntico al corte del álbum, excepto que no termina con un fundido, sino que continúa durante unos cinco segundos y termina con un acorde de guitarra. Esta versión de la canción estuvo disponible más tarde en 2002 en la Edición Deluxe de The Velvet Underground & Nico .

## Versiones de otros artistas
En 2021 se publicó un disco colectivo como homenaje al álbum The Velvet Underground & Nico que contiene versiones de cada uno de sus temas, y en el que participaron Iggy Pop, Michael Stipe, Thurston Moore y St. Vincent, entre otros artistas. Este disco tomó como título I'll Be Your Mirror. A tribute to Velvet Underground & Nico, y en él la canción es interpretada por la cantante australiana Courtney Barnett.